# Norbert Mahler
Norbert Mahler (* 13. Dezember 1961 in Bayreuth; † 29. August 2013 ebenda) war ein deutscher Schauspieler und Regisseur.

## Leben
Norbert Mahler besuchte eine Schauspielschule in Berlin, bevor er zunächst im Fernsehen Rollen spielte. Anschließend erhielt er sein erstes Engagement am Landestheater Detmold. Er führte auch selbst Regie: 1996 inszenierte er Herbert Achternbuschs Susn und 2007 Edward Albees Wer hat Angst vor Virginia Woolf? an der Studiobühne Bayreuth.
Bekannt wurde Norbert Mahler vor allem in seiner Rolle als fränkischer Staatsanwalt Willi Kainz in Franz Xaver Bogners Gerichtsserie Café Meineid.
In Christian Lerchs Debütfilm Was weg is, is weg hatte er einen Gastauftritt als Gerichtsvollzieher. Die beiden standen bereits in Café Meineid jahrelang gemeinsam vor der Kamera.
Im August 2013 verstarb er in seiner Geburtsstadt Bayreuth im Alter von 51 Jahren.

## Theaterengagements (Auszug)
- Landestheater Detmold
- Theatersommer von Cordula Trantow
- Bayerische Theaterakademie im Prinzregententheater München

## Fernsehen (Auswahl)
- 1986: Der Flieger
- 1990–2003: Café Meineid (Fernsehserie, 147 Folgen)
- 1995: Polizeiruf 110: Sieben Tage Freiheit
- 1996: Solange es die Liebe gibt
- 2001: Vera Brühne
- 2001: Der Bulle von Tölz: Sioux City
- 2002: Der zerbrochne Krug
- 2003: Der Bulle von Tölz: Freier Fall
- 2004: Forsthaus Falkenau – Auf Sand gebaut
- 2005: Die Rosenheim-Cops – Neue Opfer für König Ludwig
- 2006–2009: Der Bulle von Tölz (Fernsehserie, 11 Folgen)
- 2007: Pfarrer Braun: Das Erbe von Junkersdorf